# احمد یاسین (بازیکن فوتبال، زاده ۱۹۹۷)
احمد یاسین (عربی: أَحمَد إبرَاهِيْم يَاسِيْن مَحمُود؛ زادهٔ ۱ ژانویهٔ ۱۹۹۷) بازیکن فوتبال اهل مصر است.
وی همچنین در تیم ملی فوتبال مصر بازی کرده‌است.